# Eliška Březinová
Eliška Březinová (* 19. Februar 1996 in Brünn) ist eine tschechische Eiskunstläuferin. Sie nahm an mehreren Eiskunstlauf-Weltmeisterschaften teil und erreichte bei den Eiskunstlauf-Europameisterschaften 2019 den zehnten Platz.

## Persönliches
Eliška Březinová ist die Tochter von Edita und Rudolf Březina, einem Eiskunstlauftrainer. Ihr Bruder Michal Březina ist ebenfalls Eiskunstläufer und vertrat die Tschechische Republik bei vier Olympischen Winterspielen. Bei den Olympischen Winterspielen 2022 nahmen Eliška Březinová und ihr Bruder Michal gemeinsam am Teamwettbewerb teil.

## Karriere

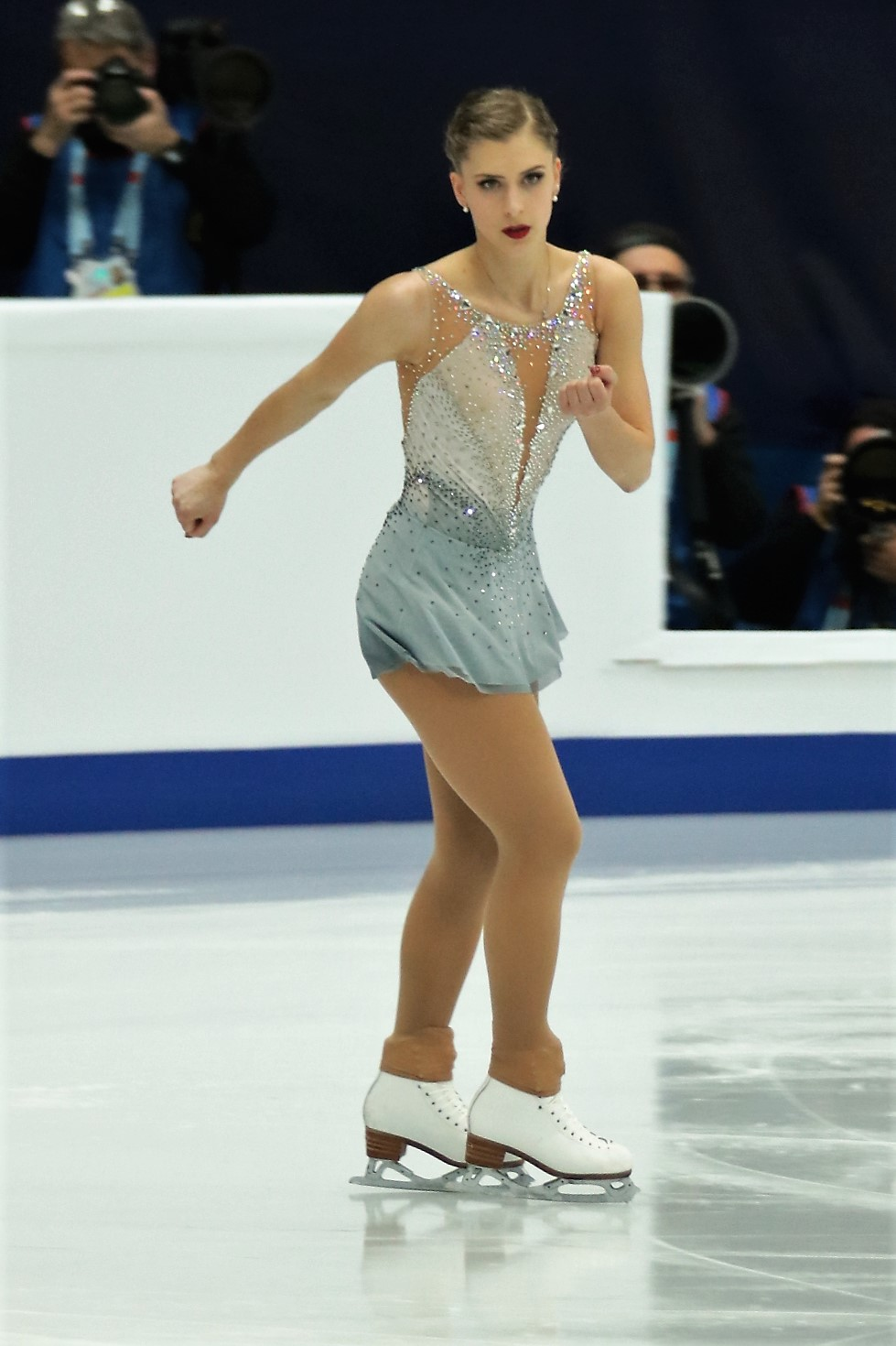
Eliška Březinová bei den Europameisterschaften 2018

Březinová wurde in der Saison 2011/2012 zum ersten Mal tschechische Meisterin im Eiskunstlauf. Bei den Europa- und Weltmeisterschaften konnte sie sich nicht für das Kurzprogramm qualifizieren.
In der Saison 2012/2013 rutschte Březinová bei den tschechischen Meisterschaften auf den vierten Platz ab. Bei den Europameisterschaften 2013 in Zagreb belegte sie den 30. Platz und verpasste damit die Qualifikation für die Kür.
In der Saison 2013/2014 gewann Březinová ihren zweiten nationalen Titel und erreichte die Kür bei den Europameisterschaften 2014 in Budapest, wo sie den 15. Platz belegte. Anschließend qualifizierte sie sich für die Kür bei den Weltmeisterschaften 2014 in Saitama und wurde 18.
Březinová gab ihr Grand-Prix-Debüt in der Saison 2014/2015 beim Rostelecom Cup in Russland. Sie wurde dort Elfte. Bei der Trophée Éric Bompard in der gleichen Saison erreichte sie den neunten Platz. Bei den Europameisterschaften 2015 in Stockholm belegte sie wie im Vorjahr den 15. Platz.
Bei den Europameisterschaften 2019 stellte Březinová eine persönliche Bestleistung in der Gesamtpunktzahl auf. Mit Platz 10 erreichte sie die beste Platzierung bei einer Europameisterschaft ihrer Karriere.

## Ergebnisse
| Meisterschaft / Jahr         | 2011    | 2012    | 2013    | 2014    | 2015    | 2016    | 2017    | 2018    | 2019    | 2020    | 2021    | 2022    | 2023    |
| ---------------------------- | ------- | ------- | ------- | ------- | ------- | ------- | ------- | ------- | ------- | ------- | ------- | ------- | ------- |
| Olympische Winterspiele      |         |         |         |         |         |         |         |         |         |         |         | 20.     |         |
| Weltmeisterschaften          |         |         |         | 18.     | 27.     | 29.     |         | 18.     | 20.     |         | 22.     | 27.     | 32.     |
| Europameisterschaften        |         |         | 30.     | 15.     | 15.     | 23.     |         | 12.     | 10.     | 22.     |         | 20.     |         |
| Universiade                  |         |         |         |         |         |         | 11.     |         | 13.     |         |         |         |         |
| Tschechische Meisterschaften | 3.      | 1.      | 4.      | 1.      | 1.      | 1.      | 2.      | 1.      | 1.      | 1.      | 1.      | 1.      | 2.      |
| Wettbewerb / Saison          | 2010/11 | 2011/12 | 2012/13 | 2013/14 | 2014/15 | 2015/16 | 2016/17 | 2017/18 | 2018/19 | 2019/20 | 2020/21 | 2021/22 | 2022/23 |
| GP Cup of Russia             |         |         |         |         | 11.     |         |         |         |         |         |         |         |         |
| GP Skate America             |         |         |         |         |         |         |         |         |         |         |         |         | 10.     |
| GP Skate Canada              |         |         |         |         |         |         |         |         |         |         |         |         | 12.     |
| GP Trophée Eric Bompard      |         |         |         |         | 9.      |         |         |         |         |         |         |         |         |
| GP = Grand Prix              |         |         |         |         |         |         |         |         |         |         |         |         |         |